# Концерн Стирол
Публічне акціонерне товариство «КОНЦЕРН СТИРОЛ» — велике підприємство хімічної промисловості в Україні, що знаходиться в місті Горлівка. Серед іншого спеціалізується на виробництві мінеральних добрив. З 2014 року внаслідок російської збройної агресії компанія перебуває на окупованій 1-м армійським корпусом РФ території.

## Виробництво
У 2000-них рр. концерн «Стирол» постачав на ринок 3 % світового експорту аміаку і карбаміду, полімерних матеріалів і виробів з них. У вересні 2010 року «Концерн СТИРОЛ» увійшов до складу холдингу OSTCHEM, який об'єднує активи азотної хімії Group DF Дмитра Фірташа.
OSTCHEM — один з найбільших хімічних холдингів України, який об'єднує високоефективні і конкурентоспроможні підприємства з виробництва азотних добрив: ПАТ «Концерн Стирол» (м. Горлівка, Донецької області), ПАТ «Азот» (Черкаси), ПАТ «Рівнеазот» (Рівне), ПрАТ «Сєвєродонецьке об'єднання Азот» (Сєвєродонецьк, Луганської обл.). Грамотно вибудувана логістика, дистрибуція, представлена "УкрАгро НПК" та наявність спеціалізованого морського порту «Ніка-Тера» дозволили холдингу OSTCHEM оптимізувати роботу підприємств, їх виробничу, маркетингову і збутову політику, а також скоротити операційні витрати і підвищити конкурентоспроможність.

## Історія
23 квітня 1933 року Горлівський азотно-туковий завод (ГАТЗ), першим у колишньому СРСР розпочав випуск аміаку з коксового газу. Цех № 1 був побудований за проектом іноземних фірм, також було поставлене закордонне устаткування. За два роки завод досяг проектної потужності, до сорокового року виробництво аміаку збільшилося в п'ять, а азотної кислоти — у тридцять разів.
У жовтні 1941 року після початку війни Горлівський АТЗ завод був евакуйований на Урал.
Шістдесяті роки були періодом становлення й розвитку органічної хімії. Були введені цехи з виробництва суспензійного, блокового спіненого полістиролу. У березні 1966 року почав експлуатуватися цех № 3"А" з випуску гранульованої аміачної селітри.
4 травня 1966 року Горлівський азотно-туковий завод був нагороджений орденом Трудового Червоного Прапора. У 1976 року завод перейменований у виробниче об'єднання «Стирол».
Рубіж сімдесятих і вісімдесятих років став часом другого народження заводу: були введені нові багатотоннажні агрегати з виробництва сірчаної кислоти, аміаку, карбаміду. Випуск аміаку зріс втричі, а мінеральних добрив — у два рази.
З кінця вісімдесятих років ВО «Стирол» на тлі приватизації у СРСР почав змінювати форму власності. Акціонування підприємства було перервано в 1991 році з розпадом Союзу. За новими законами, прийнятими молодою українською державою, вся діяльність, пов'язана зі зміною форми власності, була припинена. Протягом двох з невеликим років керівництво підприємства домагалося поновлення цього процесу.
У лютому 1993 року був зареєстрований орендний концерн «Стирол». Це відкрило новий етап у розвитку підприємства. Використання оренди з викупом дозволило, раціонально витрачаючи кошти, направляти їх на розвиток виробництва і на викуп майна концерну. 1 вересня 1995 року було зареєстровано акціонерне товариство «Концерн Стирол», співвласниками якого стали працівники підприємства, ветерани концерну, юридичні особи, громадяни України і держава. Самостійне господарювання дозволило виконати ряд проектів, які значно зміцнили економіку концерну. У травні 1993 року одержало першу продукцію спільне українсько-американське підприємство «Хантсман-Стирол», що випускає одноразове упакування для продуктів. У липні 1994 року почав роботу другий агрегат з виробництва карбаміду. У жовтні 1995 року введено в лад виробництво карбамідо-аміачної суміші (рідкі добрива, експортувалися до США, Франції, Канади), створене спільне українсько-американське підприємство «IBE — Стирол».
У жовтні 1996 року введено і запрацювало нове фармацевтичне виробництво, яке працює по стандартах GMP (найвищий світовий рівень якості, прийнятий у Сполучених Штатах і Канаді, високо розвинених європейських країнах), спроектоване і споруджене в співробітництві з канадською фірмою «Western Industrial Group», що випускала на першому етапі аспірин, парацетамол і вітамін "С" і здатне значно розширити асортименти виробленої продукції. У квітні 1998 року початий випуск ще п'яти нових препаратів — знеболювальних, протизапальних, шлунково-кишкових. Прийнято програму випуску в 1998 р. ще двадцятьох чотирьох нових ліків. Мова йде про безрецептурні препарати — дженерики.
Це серцево-судинні засоби, препарати, для поліпшення мозкового кровообігу, для лікування захворювань органів дихання, травлення, сечостатевої сфери, антиалергенні, анальгетики й загальнозміцнюючі антипіретики, антивірусні й ін. 28 серпня виробництво фармацевтичних препаратів одержало сертифікат GMP, що свідчить про світовий рівень виробництва лікарських препаратів у концерні. У концерні ведеться постійна реконструкція і модернізація виробництва, кошти підприємства, що залишилися після виплати всіх обов'язкових платежів і податків, направляються, в основному, на розвиток виробництва і випуск якісної продукції.
«Стирол» нагороджений Діамантовою зіркою за якість продукції, що присуджується Мексиканським Національним інститутом маркетингу (1993 й 1996 р.), сімома призами за якість, успіхи в розвитку технології виробництва, високу торговельну репутацію, за комерційний престиж, що присуджується Клубом лідерів в області торгівлі і редакцією журналу «Всесвітній ринок» (Мадрид, 1994—1996 р.), призом «Золота Арка Європи» (1996 р.), заснованим фірмою «B&G», є лауреатом премії «Золотий Скіф» (1997 р. — регіональний приз, присуджений за впровадження й розвиток сучасних технологій), лауреатом загальнонаціональної програми «Людина року» у номінації «Вітчизняний виробник».
У вересні 1998 року концерн нагороджений Міжнародним Призом за високу якість контролю за станом навколишнього середовища. У березні 1999 року в програмі «Людина року» «Стирол» визнаний найкращим промисловим підприємством України 1998 року. Виробничий і фінансовий успіх концерну, досягнутий за останні роки, зв'язують із особистістю Янковського — президента, голови Правління акціонерного товариства, що використовує для керівництва підприємством найсучасніші методи.
Микола Андрійович працює на «Стиролі» з 1987 р., спочатку головним інженером цеху, потім — директором, генеральним директором. На зборах акціонерів у вересні 1995 року обраний Президентом концерну. 7 грудня 1994 року нагороджений Почесним Знаком Відмінності (Почесною Відзнакою) Президента України. У березні 1998 р. обраний депутатом Верховної Ради України. Із квітня 1998 р. — голова Правління концерну.

## Структурні підрозділи
- Стиролхімтрейд. Основні напрямки діяльності: виробництво та реалізація рідких азотних добрив, аміаку, карбаміду, аміачної селітри, спіненого, ударотривкого і загального призначення полістиролів, концентратів «СПЕКТР», карбамідоформальдегідного концентрату.

- Стиролбіофарм. Основні напрямки діяльності: виробництво та реалізація лікарської продукції (лікарські засоби у формі таблеток і капсул, рідкі стерильні лікарські засоби у формі шприц-тюбиків і тюбиків-крапельниць, ветеринарні препарати), медичного закису азоту (N2O); CO2; O2; ізотопи O18 (нерадіоактивного). Відокремлений українським політиком та бізнесменом Миколою Янковським у 2010 році підрозділ концерну «Стирол» під час його продажу Дмитру Фірташу з метою залишення частки свого контролю над підприємством, який з 2015 року працює на частині території «Стиролу» за законодавством т. зв. «ДНР», а з 2022 — дотримується російського законодавства.[1][2][3][4]

- Стиролпак. Основні напрямки діяльності: виробництво і реалізація товарів народного споживання, пінополістирольних плит, полістирольної та поліпропіленової стрічки, виробів з поліетилену, спіненого полістиролу, поролону.

- Стирол-IT. Основні напрямки діяльності: розробка та впровадження програмного забезпечення, ремонт і реалізація комп'ютерної техніки, заправлення та відновлення картриджів, ремонт оргтехніки, надання послуг доступу до мережі Інтернет, створення вебсайтів і електронної реклами, надання хостингу.

## Інциденти
- 6 серпня 2013 року на підприємстві виникла аварія: о 14.30 під час капітального ремонту заводу № 1 стався викид аміаку. За іншими даними аварія сталася під час ремонту на аміачному колекторі[5] відбулась розгерметизація трубопроводу рідкого аміаку.[6] Аварійно-рятувальна служба концерну упродовж 20 хвилин повністю ліквідувала поломку, яка стала причиною викид. Унаслідок аварії загинуло п'ятеро осіб[7] та постраждало близько 20 осіб, всі вони отруїлися випарами аміаку та отримали опіки дихальних шляхів.[8] Докладніше: Аварія у Горлівці 2013
- 26 травня 2013 року на заводі сталася пожежа, внаслідок чого було знищено 100 м² перекриття будівлі та пошкоджено 1 компресор. Пожежа була ліквідовано протягом 1,5 години.[9]
- 8 травня 2014 року Концерн «Стирол» тимчасово призупиняє виробництво. Таке рішення було ухвалене у зв'язку з російською агресією, для безпеки працівників ВАТ «Концерн Стирол» і всіх жителів регіону. Призупинено випуск аміаку і його похідних: карбаміду, селітри і КАС. Також повністю звільнені аміакосховище, на підприємстві проведений весь аміак. Все великотоннажне виробництво, до якого належить синтез і переробка аміаку, було зупинено після загострення ситуації в регіоні. На підприємстві немає запасів аміаку та інших вибухонебезпечних речовин[10].

## Соціальна відповідальність
Всі соціальні ініціативи концерну проходять в рамках програми розвитку соціальної сфери «Збережи своє місто», яку ініціював Дмитро Фірташ. Програма охоплює такі сфери як: підтримка інфраструктури міст, ремонт культурних, освітніх і спортивних комплексів, житлових будинків і доріг, будівництво та підтримка медичних установ, реконструкція водопровідних мереж, поліпшення транспортної інфраструктури міст. 2012 року підприємства, що входять до Group DF витратили 500 мільйонів грн на програми соціальної відповідальності.
Зміцнюючи свою виробничу потужність, «Стирол» створив і продовжує розвивати власну інфраструктуру, призначену для відпочинку та активного дозвілля співробітників та їх сімей.
У 2013 році в програму розвитку і зміцнення соціальної інфраструктури «Стиролу» включений капітальний ремонт КСКЦ, їдальні № 34, бази відпочинку «Аист», відкриття сучасного медико-санітарного центру.
Для доставки співробітників підприємства на роботу і після роботи у 2012 році здійснені закупівля та ремонт автобусів на суму 6 000 000 грн.
Організація ветеранів концерну отримала матеріальну допомогу в розмірі 250 000 грн. Багато ветеранів відчувають персональну підтримку підприємства у вирішенні поточних гострих проблем.
Важливим напрямком соціальної політики «Стиролу» є матеріальна допомога діючим працівникам концерну, багатодітним та малозабезпеченим сім'ям горловчан.
Витрати підприємства по об'єктах соціальної сфери в 2012 році порівняно з 2011 роком зросли на 8,3 млн грн. і склали 16,2 млн грн.
Компанія розвиває власну інфраструктуру для відпочинку співробітників та їх сімей. У 2013 році був здійснений капітальний ремонт КСКЦ, їдальні № 34, бази відпочинку «Лелека», та проведено відкриття сучасного медико-санітарного центру. Для доставки співробітників підприємства на роботу і після роботи у 2012 році закуплено та відремонтовано автобусів на суму 6 млн грн.
Організація ветеранів концерну отримала матеріальну допомогу в розмірі 250 000 грн. У Горлівці «Стирол» в 2013 році відремонтував близько 10 км міських доріг. Підприємство продовжує надавати фінансову допомогу міській лікарні. Витрати підприємства на об'єктах соціальної сфери в 2012 році порівняно з 2011 роком зросли на 8,3 млн грн. і склали 16,2 млн грн.